# Čočková polévka
Čočková polévka je polévka, jejímž základem je čočka. Je rozšířena v mnoha oblastech Evropy, Blízkého východu a Indie.
Existuje mnoho variant čočkové polévky, čočková polévka může obsahovat kromě čočky například zeleninu, brambory, plantainy, cibuli, máslo, olej, smetanu nebo jogurt. Mezi používaná koření patří česnek, bobkový list nebo římský kmín. V oblasti Blízkého východu se navíc přidává citrón. Čočka se může také rozmixovat na krémovou polévku.
Čočková polévka (či kaše) byla známá už ve starověkém Řecku a je zmíněna i v Bibli.